# Kitagawa Utamaro
Kitagawa Utamaro (Japans: 喜多川 歌麿) (circa 1753 - Edo, 31 oktober 1806) was een Japanse kunstenaar. Hij is vooral bekend door zijn ukiyo-e houtsneden, maar maakte ook schilderijen.
Er is weinig bekend over het leven van Utamaro. Zijn werk verscheen vanaf de jaren 1770 en hij werd in Japan bekend in het begin van de jaren 1790 door zijn portretten van Japanse schoonheden met overdreven, langwerpige trekken. Hij maakte meer dan 2000 prenten en was een van de weinige ukiyo-e-kunstenaars die tijdens zijn leven in heel Japan bekendheid verwierf. In 1804 werd hij gearresteerd en werd hij veroordeeld tot vijftig dagen huisarrest met handboeien voor het maken van illegale prenten met de 16e-eeuwse militaire heerser Toyotomi Hideyoshi. Hij stierf twee jaar later.
Het werk van Utamaro bereikte Europa halverwege de negentiende eeuw, waar het erg populair werd en vooral in Frankrijk werd geprezen. Zijn werk beïnvloedde de Europese impressionisten, onder meer door zijn nadruk op licht en schaduw, die de impressionisten imiteerden. De verwijzing naar de "Japanse invloed" onder deze kunstenaars verwijst dan ook vaak naar het werk van Utamaro.

## Galerij

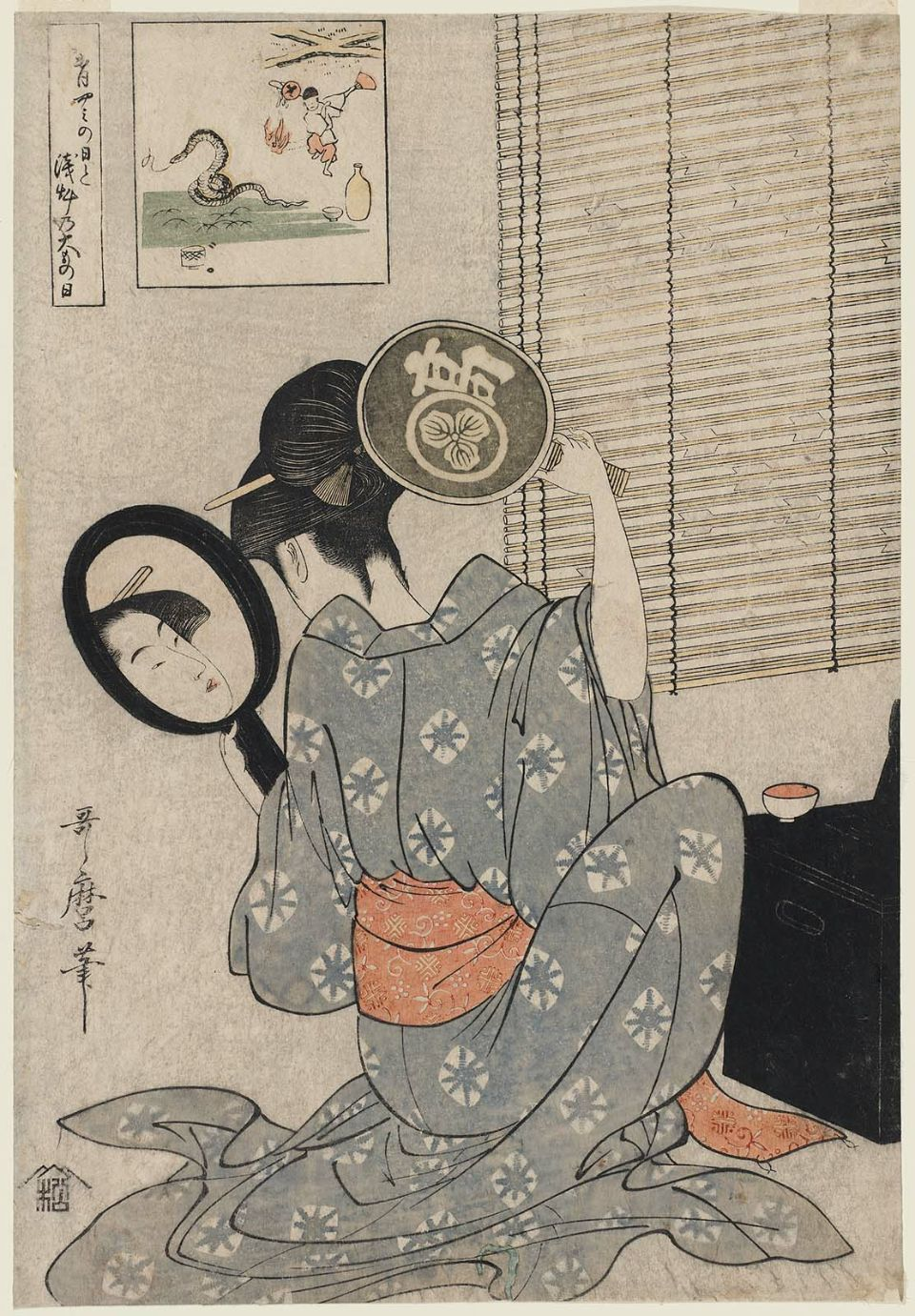
Takashima Ohisa bekijkt met twee spiegels haar kapsel, ca. 1795, Museum of Fine Arts, Boston
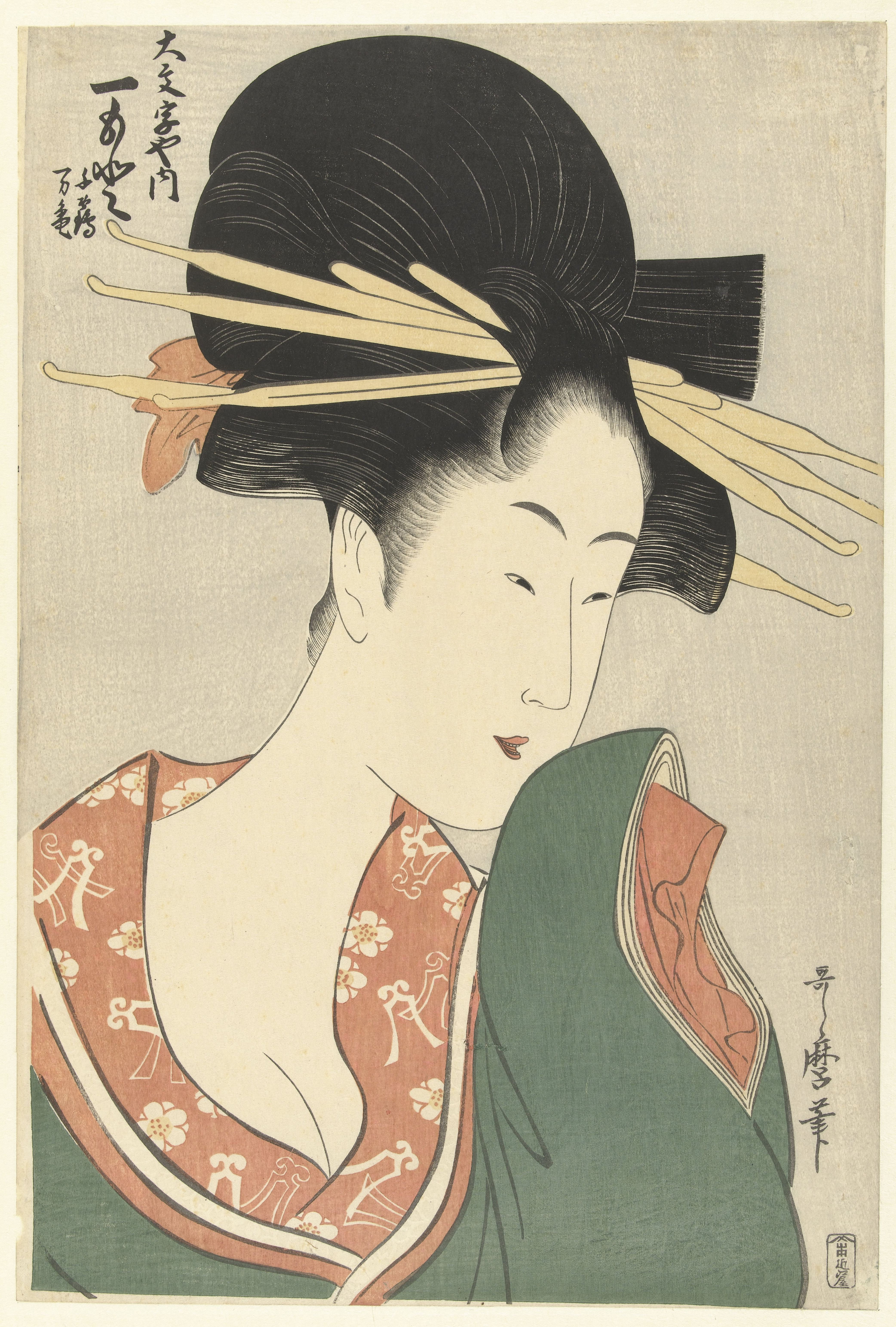
Courtisane Hitomoto uit het Daimonjiya huis, ca. 1795-1800, Rijksmuseum, Amsterdam
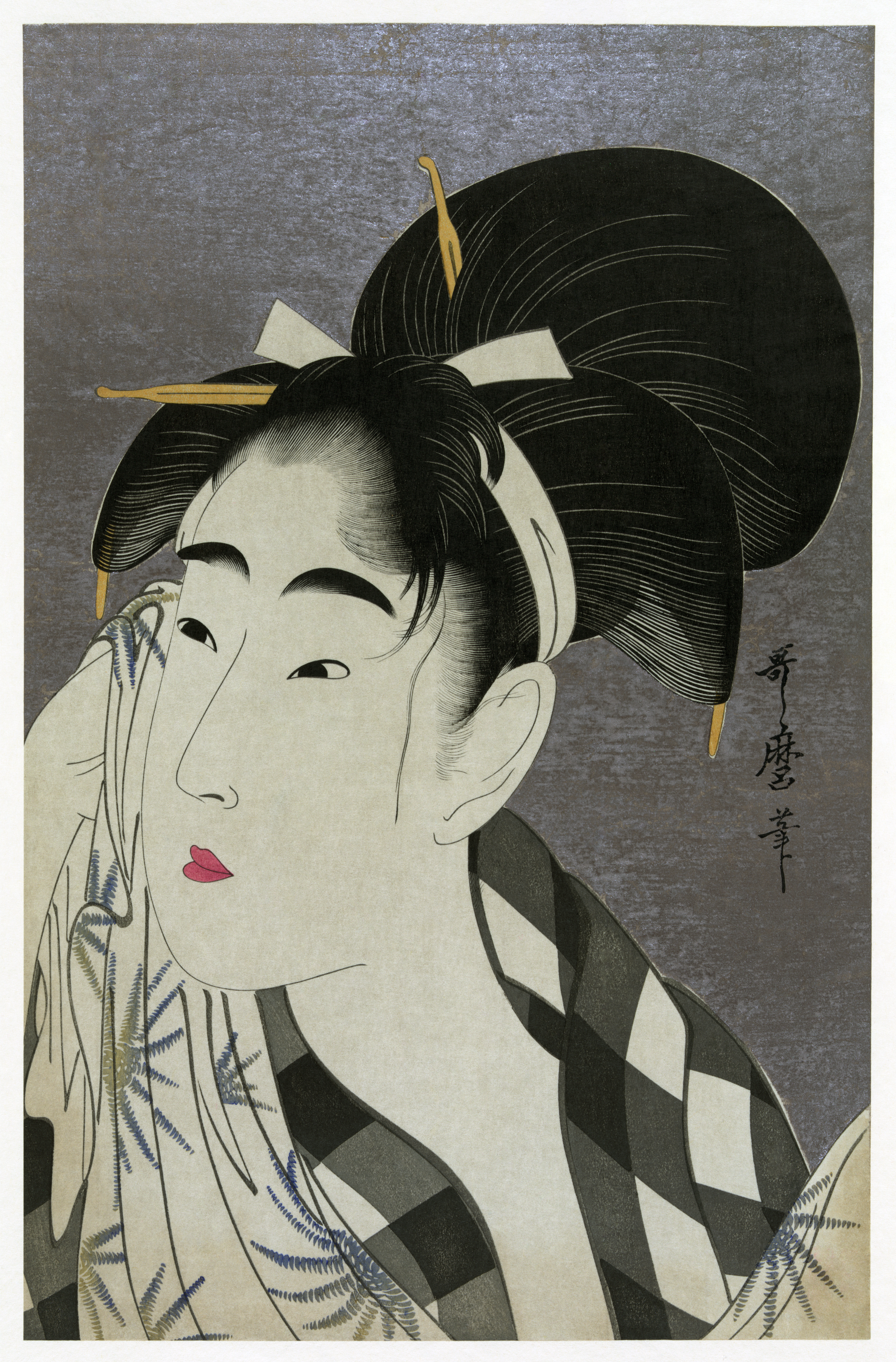
Vrouw die transpiratie van haar gezicht afveegt (Ase o fuku onna), 1798, print ca.1918/23), Ukiyo-e, Library of Congress, Washington

- Auckland Art Gallery Toi o Tāmaki: 696
- Art Gallery of South Australia: 3683
- Bibsys: 90105041
- Biblioteca Nacional de Chile: 000067947
- Biblioteca Nacional de España: XX976782
- Bibliothèque nationale de France: cb11909802x (data)
- Catàleg d'autoritats de noms i títols de Catalunya: 981058521179806706
- CiNii: DA03041376
- Gemeinsame Normdatei: 118625721
- International Standard Name Identifier: 0000 0000 8283 3954
- KulturNav: f55bfabb-1262-419f-b48c-ac9766474653
- Library of Congress Control Number: n50049864
- Nationale Bibliotheek van Letland: 000041212
- MusicBrainz: 635998d4-432c-4a0d-9eee-9f145bf76c5d
- Bibliotheek van het Japanse parlement: 00270473
- National Gallery of Victoria: 3293
- Nationale Bibliotheek van Tsjechië: kup20010000105100
- Nationale bibliotheek van Australië: 35274083
- Nationale Bibliotheek van Israël: 987007269446005171
- Nationale Bibliotheek van Polen: a0000002790041
- Nederlandse Thesaurus van Auteursnamen: 068748256
- Réseau des bibliothèques de Suisse occidentale: 02-A000168959
- RKD-Nederlands Instituut voor Kunstgeschiedenis: 298325
- SNAC: w6cc1j92
- Système universitaire de documentation: 026950235
- Museum of New Zealand Te Papa Tongarewa: 59336
- Trove: 892605
- Union List of Artist Names: 500054492
- Virtual International Authority File: 95261927
- WorldCat: E39PBJrKXMf7hQBCv6bxxKyTpP